# الكسندر مور
الكسندر مور هو سياسي كندي، ولد في 1 أكتوبر 1874 في كندا، وتوفي في 29 مارس 1952. حزبياً، نشط في إتحاد مزارعي ألبرتا ‏. وقد انتخب عضو الجمعية التشريعية ألبرتا.